# Vendée Globe
Vendée Globe är en extrem jordenruntkappsegling som har arrangerats sedan 1989. Starten brukar hållas i november. Reglerna är i stort sett följande: segla ensam, non-stop, runt jorden, utan någon som helst assistans (ingen fysisk hjälp, och inga föremål såsom reservdelar. Man får ta emot allmänna väderrapporter men inte specifika råd om hur de ska tolkas). Segelbåtarna är mellan 50 och 60 fot långa.
Start och mål är i den franska orten Les Sables d'Olonne på atlantkusten. Man börjar med att segla söderut ner förbi Afrikas sydspets och Godahoppsudden, vidare förbi Australiens och Nya Zeelands sydkuster. Därefter rundar man Sydamerikas sydspets och Kap Horn för att avsluta med en nordlig riktning tillbaks till Europa och startpunkten. Resan brukar ta cirka tre månader, minst hälften brukar bryta loppet (gå i hamn för reparation), och två dödsfall eller försvinnanden har förekommit: den brittiske skepparen Nigel Burgess drunknade 1992 och kanadensiske Gerry Roufs försvann 1997.

## Bana
Start och mål är belägna i Les Sables d'Olonne i Frankrike.
- Les Sables d'Olonne
- Vendée
- Kanarieöarna
- Antarktis om styrbord
- Heardön om styrbord
- S50° Ö90° om styrbord
- S57° 180° om styrbord
- S57° V120° om styrbord
- S27° V67° om styrbord
- Kap Horn om babord
- Les Sables d'Olonne

## Vinnare
- 1989-1990 - Titouan Lamazou
- 1992-1993 - Alain Gautier
- 1996-1997 - Christophe Auguin
- 2000-2001 - Michel Desjoyeaux
- 2004-2005 - Vincent Riou
- 2008-2009 - Michel Desjoyeaux
- 2012-2013 - François Gabart
- 2016-2017 - Armel Le Cléac'h
- 2020-2021 - Yannick Bestaven
- 2024-2025 - Charlie Dalin